# Nicolas Douchez
Nicolas Douchez (Rosny-sous-Bois, Francia, 22 de abril de 1980), Nicolás Douchez es un exfutbolista y entrenador francés que jugaba como portero, su último equipo fue el Red Star FC de la Ligue 2. Actualmente es entrenador de porteros del Le Havre Athletic Club.

## Clubes
| Club                   | País    | Año       |
| ---------------------- | ------- | --------- |
| Le Havre AC            | Francia | 1999-2003 |
| LB Châteauroux         | Francia | 2003-2004 |
| Toulouse Football Club | Francia | 2004-2008 |
| Stade Rennes           | Francia | 2008-2011 |
| Paris Saint-Germain    | Francia | 2011-2016 |
| RC Lens                | Francia | 2016-2018 |
| Red Star F.C.          | Francia | 2018-     |

## Palmarés

### Campeonatos nacionales
| Título                     | Club                | País    | Temporada |
| -------------------------- | ------------------- | ------- | --------- |
| Copa Gambardella           | Stade Rennais       | Francia | 2008      |
| Ligue 1                    | París Saint-Germain | Francia | 2012-13   |
| Supercopa de Francia       | París Saint-Germain | Francia | 2013      |
| Copa de la Liga de Francia | París Saint-Germain | Francia | 2013-14   |
| Ligue 1                    | París Saint-Germain | Francia | 2013-14   |
| Supercopa de Francia       | París Saint-Germain | Francia | 2014      |
| Copa de la Liga de Francia | París Saint-Germain | Francia | 2014-15   |
| Ligue 1                    | París Saint-Germain | Francia | 2014-15   |
| Copa de Francia            | París Saint-Germain | Francia | 2014-15   |
| Supercopa de Francia       | París Saint-Germain | Francia | 2015      |